# 1-й кинофестиваль в Сан-Себастьяне
1-й кинофестиваль в Сан-Себастьяне проходил с 21 по 27 сентября 1953 года в Сан-Себастьяне (Страна Басков, Испания).

## Жюри
Жюри составили:
- Willy Koch ( Германия).
- Francisco Aranaz-Darrás ( Испания).
- Manuel Durán ( Испания).
- Julián Merino ( Испания).
- José Sánchez Eceiza ( Испания).

## Фильмы фестиваля

### Официальный конкурс
Участвовали 19 фильмов:
- «Acuérdate de vivir», реж. Роберто Гавальдон ( Мексика)
- «Carne de horca», реж. Ладислао Вайда ( Испания)
- «Золотая каска», реж. Жак Беккер ( Франция)
- «Белая грива: Дикая лошадь», реж. Альбер Ламорис ( Франция)
- «Dos caminos», реж. Arturo Ruiz Castillo ( Испания)
- «Фрёкен Юлия», реж. Альф Шёберг ( Швеция)
- «Hay un camino a la derecha», реж. Francisco Rovira Beleta ( Испания)
- «Дом восковых фигур», реж. Андре Де Тот ( США)
- «La guerra de Dios», реж. Рафаэль Хиль ( Испания)
- «La pasión desnuda», реж. Luis César Amadori ( Аргентина)
- «Le Petit Monde de don Camillo», реж. Жюльен Дювивье ( Франция), ( Италия)
- «Les Amants de Vérone», реж. Андре Кайат ( Франция)
- «Les Orgueilleux», реж. Ив Аллегре ( Франция), ( Мексика)
- «Magia verde», реж. Gian Gaspare Napolitano ( Италия)
- «Misión extravagante», реж. Ricardo Gascón ( Аргентина), ( Испания)
- «Nous sommes tous des assassins», реж. Андре Кайат ( Франция)
- «Thérèse Raquin», реж. Марсель Карне ( Франция), ( Италия)
- «Top Secret», реж. Mario Zampi ( Великобритания)
- «Traviata '53», реж. Vittorio Cottafavi ( Италия), ( Франция)

## Лауреаты

### Официальные премии
Официальные премии — 1953: Награды получили только испанские кинематографисты.
- Лучший фильм: «La guerra de Dios», реж. Рафаэль Хиль ( Испания)
- Лучший режиссёр: Рафаэль Хиль, «La guerra de Dios» ( Испания)
- Лучшая актриса: Julia Martínez, «Hay un camino a la derecha», реж. Francisco Rovira Beleta ( Испания)
- Лучший актёр: Франсиско Рабаль, «Hay un camino a la derecha», реж. Francisco Rovira Beleta ( Испания)
- Лучшая операторская работа: Отелло Мартелли, «Carne de horca», реж. Ладислао Вайда ( Испания)
- Лучшая работа художника-постановщика: Antonio Simont, «Carne de horca», реж. Ладислао Вайда ( Испания)